# Canal de Yucatán

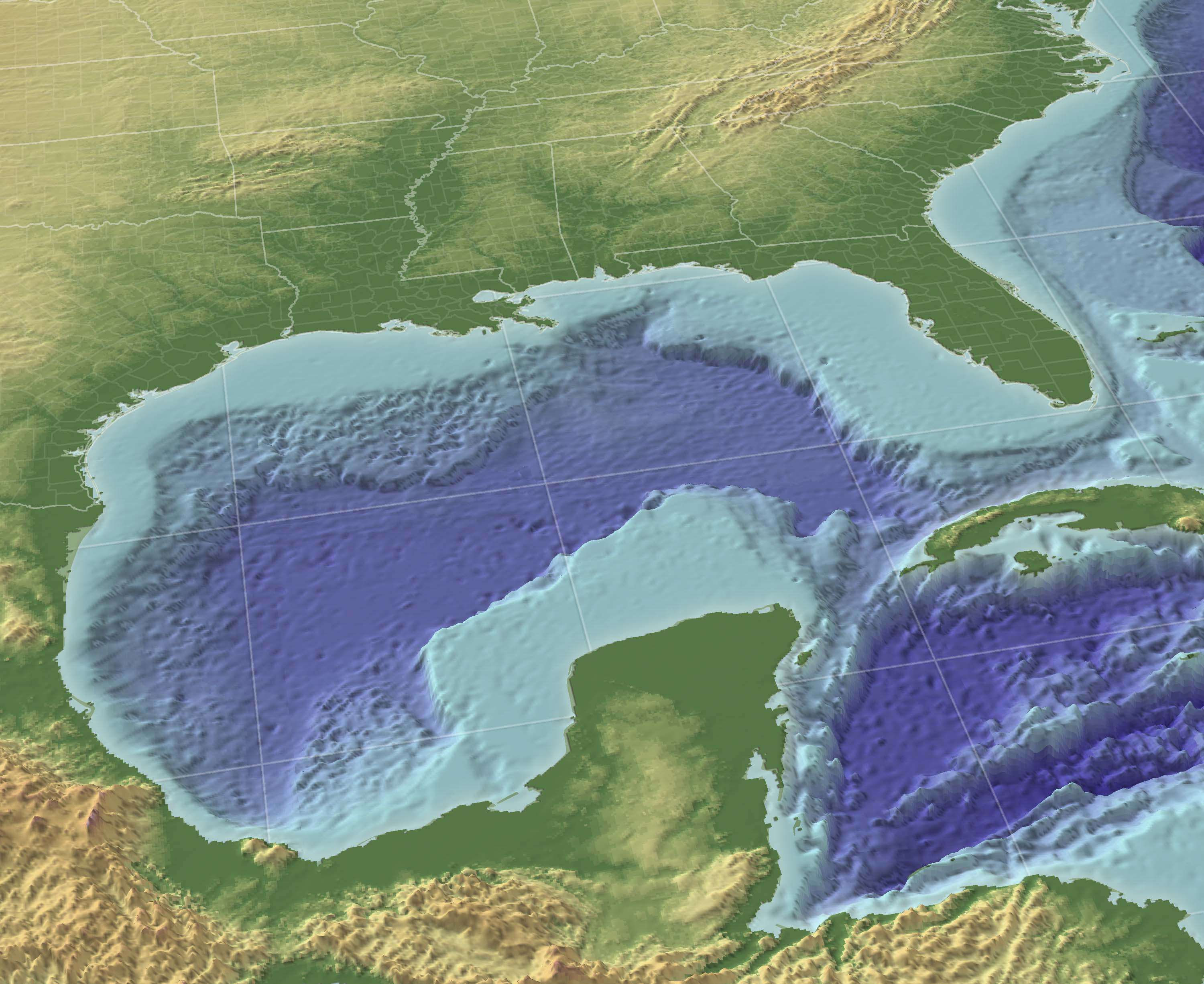
El canal de Yucatán permet la comuniciació entre el golf de Mèxic, al nord, i el Carib al sud

El canal de Yucatán és un estret que separa la península de Yucatán, a Mèxic, i l'illa de Cuba. Connecta el mar Carib amb el golf de Mèxic.
Fa una amplària d'uns 217 km, mesurats entre el cap Catoche, el punt més septentrional de la península, i el cap de San Antonio, l'extrem occidental de Cuba; i té una fondària màxima, prop de la costa cubana, de 2.779 metres. Travessa l'estret, des del Carib fins al golf de Mèxic, un corrent marí càlid anomenat el corrent de Yucatán, que un cop dins el golf de Mèxic s'anomena corrent del Golf i es dirigeix cap a l'estret de Florida.
A l'estret, prop de la costa mexicana de Quintana Roo, hi ha les illes de Cozumel, Mujeres i Holbox. La principal població costanera és la ciutat de Cancun.

## Corrents
El canal de Yucatán separa Cuba de la península de Yucatán de Mèxic i uneix el mar Carib amb el golf de Mèxic. L'estret té 217 km entre el cap Catoche a Mèxic i el cap San Antonio a Cuba. Té una profunditat màxima prop de la costa cubana de 2,779 m. L'aigua travessa el mar Carib d'est a oest. Aquest cabal consta de 5 Sv d'aigua del Corrent Nord Equatorial del Pacífic que flueix pel Pas de Barlovento i 12 Sv d'aigua del Corrent equatorial del Sud que flueix al llarg de la costa del Brasil. El cabal total és d'uns 17 Sv a una temperatura d'almenys 17 °C. Quan aquesta aigua passa per la península de Yucatán es converteix en el Corrent de Yucatán. Aquest corrent proporciona la major part de l'entrada d'aigua al golf de Mèxic, ja que la quantitat d'aigua que entra per l'estret de Florida és petita i intermitent. El corrent de Yucatán flueix amb força al costat oest del canal mentre que el contracorrent cubà flueix en sentit contrari al costat est del canal. Sota el corrent de Yucatán hi ha un corrent subterrani de Yucatán que flueix cap al sud que treu l'aigua del golf de Mèxic.

## Els esculls de corall
Quan l'aigua que flueix pel canal de Yucatán entra al golf de Mèxic, passa per sobre del Banc de Campeche, una zona de mar poc profunda. Aquí, hi ha esculls de corall als marges exteriors de la plataforma de Yucatán a uns 100 km offshore. Els principals corals que construeixen esculls aquí són Acropora cervicornis, Acropora palmata i Montastraea annularis, i a finals de la dècada de 1990 molts d'aquests van morir. Des de llavors s'ha produït una mica de recolonització. El Banc de Campeche és una zona de biodiversitat, i aquesta i altres parts del canal de Yucatán són molt pescades per pescadors artesans que conflueixen a la zona des de la costa de Mèxic. La zona està amenaçada per la sobreexplotació.

## Fauna
Impulsades pels profunds corrents del Canal de Yucatán, les aigües riques en nutrients tenen una gran biodiversitat de vida marina. Amb aquests afloraments es produeixen enormes floracions de plàncton que atrauen tota una gamma d'espècies, des de petits mol·luscs fins a animals més grans com tortugues, aus i mamífers marins.
Aquest frenesí alimentari també atrau el peix més gran del món, el tauró balena i, per descomptat, els curiosos gegants oceànics, les mantes gegants. Tots dos animals, aparentment grans, s'alimenten per filtració i acudeixen anualment a la zona per fer-se un festí amb el bufet de plàncton.
Es destaca la presència de la manta ratlla del Carib Mobula cf. birostris. Aquesta espècie Manta ratlla del Carib Mobula cf. birostris sembla ocupar un nínxol similar al de la manta ratlla d'escull. Per tant, bé podria ser que algunes de les pioneres mantes gegants oceàniques que van travessar l'oceà obert cap al Carib van trobar abundants fonts d'aliment al llarg dels esculls costaners i van començar a divergir en una nova espècie – essencialment, la naturalesa replicant l'evolució de la manta ratlla d'escull de nou. Tot i això, encara que recents anàlisis genètiques donen suport a un cert grau de separació entre aquests dos grups, continua havent-hi incertesa sobre la validesa d'aquesta especiació proposada.
La manta Raya del Carib és més petita que la seva cosina oceànica i més similar en grandària a la manta Raya d'Arrecife. La coloració dorsal és una barreja entre les mantes d'escull i les oceàniques. A diferència de les mantes oceàniques, on la marca negra del cap en forma de T s'estén cap avall per l'esquena per unir-se a la resta del cos de color negre, mantenint una amplada més o menys uniforme a tot el cos, a la manta caribenya la cua inferior de la T s'estreny cap a la part inferior on s'uneix a l'esquena. El diàmetre del disc és màxim 5 metres amb una diàmetre mitjà de 3–4 metres, arribant a pesar 1 tona.

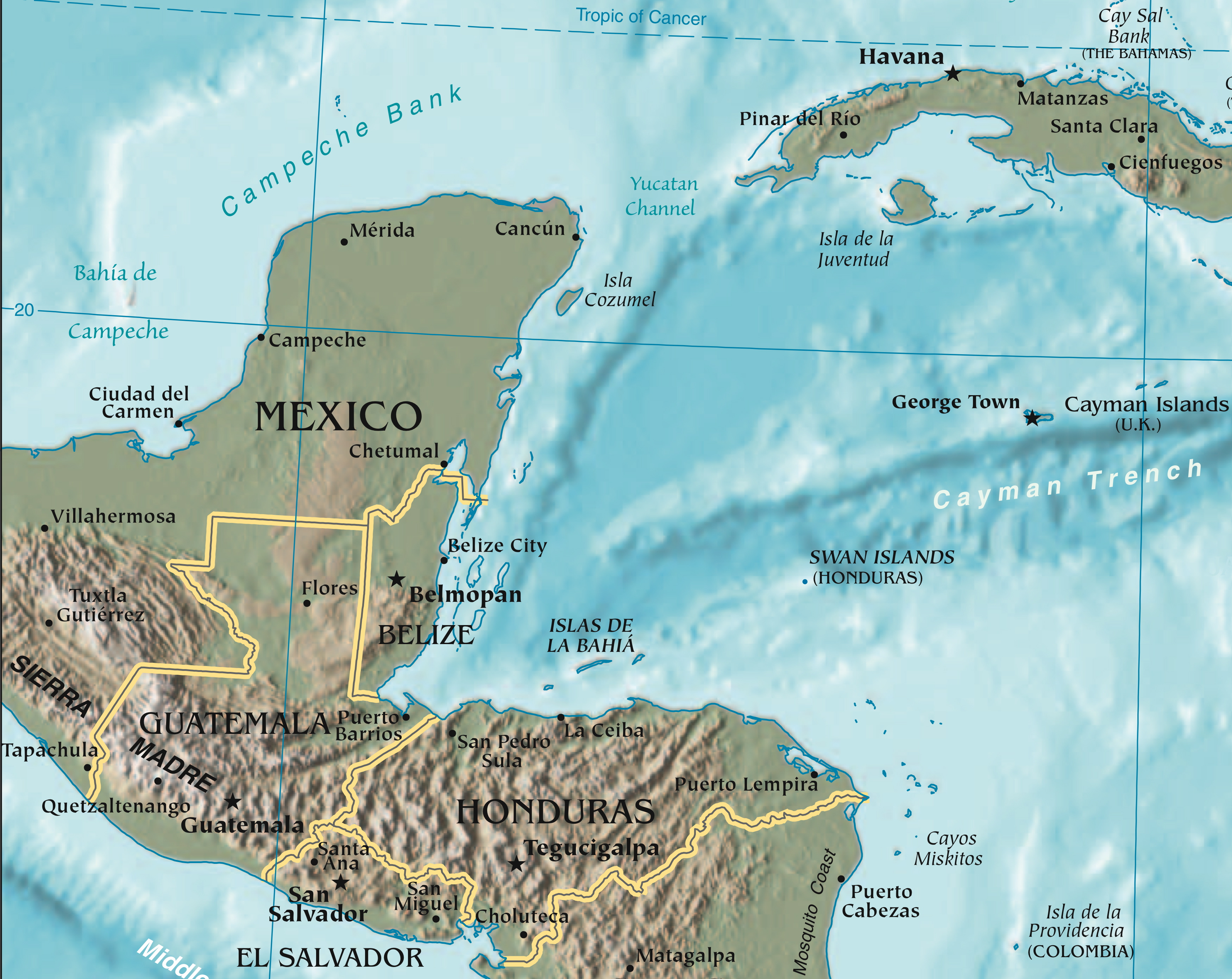
Mapa on es veu el Canal de Yucatán.

## Tràfic de drogues
El Canal de Yucatán és una via marítima situada a l'extrem nord-est de la Península de Yucatán, que connecta Mèxic amb Cuba en sentit horitzontal, i el Golf de Mèxic amb el Mar Carib en sentit vertical. A causa de la seva ubicació estratègica, el canal és un pas fonamental per al comerç marítim legal, però també per al tràfic il·legal com el narcotràfic i el tràfic de persones.
Des del segle xx, el Canal de Yucatán ha estat una ruta clau per al transport comercial de petroli. Aquesta activitat s'ha vist facilitada no només per l'abundància de recursos naturals a la zona de Sud-amèrica, com ara Veneçuela, sinó també per l'ampliació recent del Canal de Panamà, que permet el pas de vaixells coneguts com a post Panamà.
No obstant això, el canal també ha estat escenari d'una problemàtica que afecta tot el continent americà: el tràfic de drogues. És el principal corredor de drogues des de Sud-amèrica cap a Mèxic i, com a conseqüència, cap als Estats Units. Aquest trànsit de drogues no es limita només a l'àmbit marítim, sinó que també afecta el trànsit aeri.
Segons les autoritats mexicanes, aproximadament el 75 per cent de la droga que es mou des de Sud-amèrica cap a Amèrica del Nord passa pel Canal de Yucatán. S'ha identificat fins a 6 rutes de narcotràfic al llarg del canal, cadascuna amb punts de proveïment diferents.
Una de les rutes més comunes és el trajecte des de Veneçuela o Colòmbia cap a la Península de Yucatán, des d'on la droga es distribueix cap al centre de Mèxic i, finalment, cap als Estats Units. També hi ha rutes que, després de passar el canal, es dirigeixen directament cap a Florida, tot i que són menys freqüents. A més del tràfic de drogues, el Canal de Yucatán també és una ruta important per al trànsit de persones, especialment des de Cuba cap a Mèxic i els Estats Units.